# María Pedraza
María Pedraza Morillo (Madrid, 26 de janeiro de 1996), mais conhecida como María Pedraza, é uma atriz e bailarina espanhola, mais conhecida por interpretar Marina Nunier Osuna na série de televisão Élite, Triana Marín em Toy Boy e Alison Parker em La Casa de Papel.

## Biografia
Aos 8 anos começou a estudar dança clássica no Real Conservatório Profissional de Dança Mariemma. Seguindo o conselho de sua mãe, ela começou a fazer aulas de teatro, continuando a frequentar aulas de dança no conservatório, até os 18 anos.

## Carreira
Pedraza foi descoberta em sua conta do Instagram pelo diretor de cinema Esteban Crespo, que a convidou para participar de uma audição para o papel principal de seu filme de estréia Amar. Pedraza obteve o papel de Laura, juntando-se a um elenco também composto por Pol Monen, Natalia Tena, Gustavo Salmerón e Nacho Fresneda. O filme foi lançado em 2017.

## Filmografia

### Televisão
| Ano           | Título           | Personagem                         | Notas                                                               |
| ------------- | ---------------- | ---------------------------------- | ------------------------------------------------------------------- |
| 2017          | Si fueras tú     | Alba Ruiz Alonso / Cristina Romero | Principal                                                           |
| 2017          | La casa de papel | Alison Parker                      | Recorrente (parte 1–2)                                              |
| 2018          | Élite            | Marina Nunier Osuna                | Principal (1ª Temporada; 8 episodes), videotape (2ª e 3ª Temporada) |
| 2019-presente | Toy Boy          | Triana Marín                       | Principal                                                           |

### Cinema
| Ano  | Título                                   | Personagem   | Diretor                   |
| ---- | ---------------------------------------- | ------------ | ------------------------- |
| 2017 | Amar                                     | Laura        |                           |
| 2019 | A quién te llevarías a una isla desierta | Marta        |                           |
| 2020 | El verano que vivimos                    | Adela Ibáñez | Carlos Sedes              |
| 2021 | Poliamor para principiantes              | Amanda       | Fernando Colomo           |
| 2021 | Ego                                      | Paloma       | Alfonso Cortés-Cavanillas |
| 2022 | Las niñas de cristal                     | Irene Solís  | Jota Linares              |